# 蝶皱蟹
蝶皱蟹（学名：Leptodius danae）为扇蟹科皱蟹属的动物。分布于夏威夷、萨摩亚群岛、圣诞岛、丹老群岛、安达曼以及中国大陆的西沙群岛等地，生活环境为海水，主要栖息于珊瑚礁浅水中。